# Olli Mäki
Olli Mäki (Kokkola, 22 dicembre 1936 – Kirkkonummi, 6 aprile 2019) è stato un pugile finlandese, avversario di molti pugili italiani, tra i quali Sandro Lopopolo e Giordano Campari. Vinse l'oro ai campionati Europei del 1959, sfidante al titolo mondiale contro Davey Moore.

## Biografia

### Carriera da dilettante
Vinse la medaglia d'argento nei pesi leggeri ai Campionati europei di pugilato dilettanti, a Praga nel 1957. Nel 1959, a Lucerna, si laureò Campione d'Europa nella medesima categoria. Non partecipò alle Olimpiadi di Roma e, alla fine del 1960, passò al circuito professionistico.

### Carriera da professionista

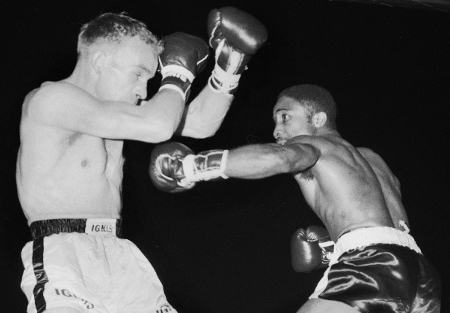
Olli Mäki (a sinistra) opposto a Davey Moore (Helsinki, 17 agosto 1962).

Iniziò la sua carriera nei pesi piuma. Al suo secondo combattimento, a Helsinki, batté ai punti Alberto Serti, futuro campione europeo. Subì la sua prima sconfitta dai guantoni del futuro campione europeo e mondiale Howard Winstone, al sesto incontro da professionista. Nell'agosto del 1962 fu sconfitto in due riprese da Davey Moore allo Stadio olimpico di Helsinki in un match valido per il titolo mondiale dei piuma. 
Fu avversario di numerosi pugili italiani. L'8 febbraio 1963 sconfisse ai punti la medaglia d'oro olimpica di Roma 1960 Francesco Musso, in un match al limite dei pesi leggeri. Nel febbraio del 1964 si aggiudicò il titolo di campione europeo dei pesi superleggeri sconfiggendo Conny Rudhof. Incontrò quindi a Roma Giordano Campari che lo sconfisse ai punti in un match senza titolo in palio. Batté poi a Helsinki Franco Brondi, futuro campione europeo dei leggeri. 
Mäki mise vittoriosamente in palio il suo titolo continentale contro il franco-algerino Aissa Hashas, costringendolo all'abbandono all'8º round. Si prese poi la rivincita su Campari, battendolo a Tampere ai punti il 10 settembre 1965. Nel 1967, a Francoforte fu costretto a riconsegnare la cintura europea nei guantoni di Conny Rudhof, ai punti.
Nel 1968 Mäki tentò la scalata al titolo europeo dei pesi leggeri ma perse ai punti a Valencia dal futuro campione del mondo Pedro Carrasco. Successivamente perde ai punti dal futuro campione europeo dei superleggeri René Roque, a Lione. È stato anche avversario di Sandro Lopopolo, dal quale fu sconfitto ai punti nel 1969. Il 26 marzo 1971 costrinse al pari Enzo Petriglia, sul ring di Roma. Si è ritirato nel 1973.

### Dopo il ritiro
Una volta ritiratosi, Mäki lavorò come allenatore e manager di altri pugili.

## Riferimenti nella cultura di massa
- Nel 2016 il regista finlandese Juho Kuosmanen ha diretto il film La vera storia di Olli Mäki[8] basato sulla sua vita. Il film è stato presentato nella sezione Festa Mobile del 34° Torino Film Festival.